# ماثيو جيمس هاريس
ماثيو جيمس هاريس (بالإنجليزية: Matthew James Harris)‏ هو قاتل متسلسل أسترالي، ولد في 30 يونيو 1968 في نيوساوث ويلز في أستراليا.